# 천둥소리 (2000년 드라마)
《천둥소리》는 2000년 10월 18일부터 2001년 4월 12일까지 방송되었던 KBS 2TV 수목 드라마로 김탁환의 소설 《허균, 최후의 19일》을 원작으로 하여 제작했다.
2001년 3월 30일 종영할 계획이었으나 후속작으로 기획된 명성황후의 명성황후 역 캐스팅 문제를 고려하여 같은 해 4월 12일 막을 내렸다.
한편, 이 작품은 젊은 감각을 표방한다는 당초 취지와는 달리 에피소드나 개성있는 인물을 통한 잔재미 없이 사극의 무미건조함을 드러내는 한계를 드러냈다.

## 등장 인물
- 최재성 : 허균 역
- 김명수 : 권필 역
- 하다솜 : 허난설헌(허초희) 역
- 최정윤 : 허균의 첩 성옥 역
- 오정해 : 이매창(계생) 역
- 황은하 : 김씨(허균 본처) 역
- 신은정 : 허균 후처 역
- 조여정 : 기생 소랑 역
- 김주승 : 광해군 역
- 이호재 : 선조 역
- 이현경 : 인목왕후 역
- 이원발 : 임해군 역
- 선동혁 : 이이첨 역
- 박진성 : 이재영 역
- 임채무 : 허성 역
- 정동환 : 손곡 이달 역
- 이동준 : 박치의 역
- 정흥채 : 돌한 역
- 이주화 : 김개시 역
- 반효정 : 강릉 김씨(허균 생모) 역
- 박용식 : 정철 역
- 서학 : 기자헌 역
- 이배국 : 기준격 역
- 박병호 : 서산대사 역
- 최병학 : 류영경 역
- 안병경 : 성옥 부 역
- 원석연 : 허봉 역
- 백준기 : 이항복 역
- 김경하 : 이덕형 역
- 안해숙 : 허성 처 역
- 서미애 : 허봉 처 역
- 권재희 : 진안댁 역
- 조양자 : 강릉댁 역
- 이경영 : 현응민 역
- 김종결 : 류성룡 역
- 김흥기 : 이산해 역
- 맹호림 : 류희분 역
- 신용규 : 박응서 역
- 정승호 : 류희경 역
- 양영준 : 대전내관 역
- 주호성 : 박승종 역
- 남윤정 : 이재영 모 역
- 전운 : 허엽 역
- 안병경 : 서취대 역
- 김영기 : 사명대사 역
- 양재원 : 박충남 역
- 서상원 : 어린 허균 역
- 최익준
- 함석훈 : 우경방 역

## 기타
- 최재성은 해당 드라마로 첫 사극 출연[2]을 했다.
- 원작 소설('허균, 최후의 19일)의 상당부분을 그대로 베껴 표절 시비에 휘말렸다.[3]